# 周奇奇
周奇奇（1986年6月27日—），中國女演員、歌手、模特兒。

## 生平
周奇奇畢業於四川音樂學院。2006年因參加搜狗女聲全國總決賽且得到季軍，隨即與搜狐娛樂公司簽約而出道。同年8月，她奪得「中國首屆網路音樂節貢獻獎」，其後亦於2006年國際旅遊小姐成都賽區內嶄露鋒芒，成爲該賽區季軍佳麗。2008年則憑《還有一個他 / 她》一曲獲選「雪碧榜網路至辣人氣歌手」。‬
另外，周奇奇又曾演出多部影視作品，當中表現較突出的包括《精舞門2》、《流星蝴蝶劍》、《西厢記》等。2014年，她在中國電視劇《琅琊榜》裡飾演金陵妙音坊當家紅牌「宮羽」，以溫雅氣質和婉若游龍的舉止獲得正評，人氣也因而急升。

## 軼聞
- 周奇奇當初為《琅琊榜》試鏡時曾受導演青睞，點名演出劇中女主角「穆霓凰」，惟考量到賣片問題，故角色被改換成「宮羽」[4]。
- 謠傳她曾整容和豐胸，對此其星之國際娛樂老闆兼經理人 Amy 表示『她百分百沒動過，真沒整。』，亦保證『那兩粒絕不加工，絕對是「原裝進口」。』[4][5]。

## 影視作品

### 电视剧
| 首播   | 剧名               | 角色     | 性质             |
| 2009年 | 勇者无敌           | 易之梅   | 主角             |
| 2010年 | 流星蝴蝶剑         | 凤凤     |                  |
| 2013年 | 西厢记             | 崔莺莺   |                  |
| 2014年 | 犀利仁师           | 慕容月   |                  |
| 2014年 | 妇道               | 单以真   |                  |
| 2014年 | 欢喜县令           | 项明月   |                  |
| 2014年 | 镖门               | 沁格格   |                  |
| 2015年 | 琅琊榜             | 宫羽     |                  |
| 2016年 | 我和她的传奇情仇   | 魏琳儿   |                  |
| 2016年 | 亲爱的翻译官       | 文晓华   |                  |
| 2016年 | 皇子归来之欢喜知府 | 项明月   |                  |
| 2017年 | 爱人同志           | 欧阳春晓 |                  |
| 2017年 | 皮·影              | 陆子仪   |                  |
| 2018年 | 温暖的弦           | 温柔     |                  |
| 2019年 | 时间都知道         | 宋晓京   |                  |
| 2020年 | 下一站是幸福       | 宋雪     |                  |
| 2020年 | 越过山丘           | 邱灵     |                  |
| 2021年 | 沉睡花园           | 左妍     |                  |
| 2022年 | 我们这十年         | 陈舒     | 單元《未来已来》 |
| 2022年 | 向风而行           | 艾佳     |                  |
| 2023年 | 心想事成           | 文竹     |                  |
| 2023年 | 春日暖阳           | 何水     |                  |
| 2024年 | 幸福草             | 小旋     | 客串             |
| 待播中 | 尸语者             | 丁铃铛   | 网络剧，2016拍摄 |

### 電影
| 首播   | 剧名           | 角色   | 性质       |
| 2007年 | 我用真心換真情 | 記者   | 客串       |
| 2009年 | 精舞門2        | 綿綿   | 女主角     |
| 2009年 | 戀愛前規則     | 樂樂   | 第二女主角 |
| 2011年 | 無價之寶       | 劉貝貝 | 主角       |
| 2014年 | 怨靈人偶       | 林希   | 女主角     |
| 2016年 | 笑林足球       | 小麗   | 女主角     |
| 2018年 | 冒牌搭檔       |        |            |

## 綜藝節目
| 首播   | 節目名     | 備註             |
| 2007年 | 為愛向前衝 | 福建東南衛視     |
| 2024年 | 一路長大   | 騰訊視頻自製綜藝 |

## 音樂作品

### 單曲
| 年份   | 歌名            | 備註                                        |
| 2007年 | 真心換真情      | 電影《我用真心換真情》主題曲                |
| 2007年 | 還有一個他 / 她 | 與胡海泉合唱                                |
| 2009年 | 三生石          | 與焦恩俊合唱                                |
| 2008年 | We Are Ready    | 2008年北京奧運會主題歌                      |
| 2010年 | 如果可以早一點  | 與陳柏霖及邱勝翊合唱、電影《精舞门2》主題曲 |

### 音樂錄像
| 年份   | 歌名       | 備註                   |
| 2009年 | Love Holic | 電影《非常完美》主題曲 |

## 公益活動
- 2007年7月，周奇奇出席「群星倡導 全民救災」慈善晚會及「天使回聲基金」捐贈暨資助儀式，並且成為了中國红十字基金會的「紅十字志願者」[7]。
- 2008年1月，她為互聯網第一個公益大行動錄製主題歌《愛心互聯》，5月則與群星錄製抗震救災公益歌曲《讓世界充滿愛》[8]。

## 獲獎紀錄
| 年份   | 獎項                           | 結果 |
| 2003年 | 首屆全國青少年新人推選活動銀獎 | 獲獎 |
| 2006年 | 搜狗女聲全國總決賽季軍         | 獲獎 |
| 2006年 | 國際旅遊小姐成都賽區季軍       | 獲獎 |
| 2006年 | 中國網路音樂節網路音樂貢獻獎   | 獲獎 |
| 2008年 | 雪碧榜網路至辣人氣歌手         | 獲獎 |